# Robertus ogatai
Robertus ogatai är en spindelart som beskrevs av Yoshida 1995. Robertus ogatai ingår i släktet fuktspindlar, och familjen klotspindlar. Inga underarter finns listade i Catalogue of Life.